# 芝垣美男
芝垣 美男（しばがき よしお、1945年 - ）は、日本の弁護士・アマチュア落語家。高座名は「山笑亭小粒」。芝垣美男法律事務所所長。札幌弁護士会所属。北海道室蘭市生まれ。

## 経歴
1969年北海道大学法学部卒業。在学中に司法試験合格。また、在学中に北海道大学落語研究会初代会長を務めた。1974年弁護士登録。芝垣美男法律事務所所長。1984年室蘭落語長屋に参加し、本格的に落語家活動も始める。1994年（平成6年）全日本社会人落語選手権大会で準優勝。2010年現在、北海道素人落語協会会長。
この他、1985年に札幌弁護士会副会長。

## 受賞歴
- 全国落語競演会優秀賞（1989年）
- 全日本社会人落語選手権大会特別賞（1995年（平成7年））

## 著書
- 『噺家弁護士の1日1笑』（室蘭落語長屋、2006年）